# Ornithoptera meridionalis
Ornithoptera meridionalis — дневная бабочка из семейства парусников. Самый маленький представитель рода.

## Описание
Размах крыльев самца до 11 см, самки — до 14,5 см.
Основной фон крыльев самца бархатисто-чёрный, с жёлто-зелёными участками крыльев. Задние крылья маленькие, украшены тоненькими изогнутыми хвостиками, с тонкими хвостиками на конце.
Задние крылья самки без «хвостиков». Основной фон крыльев самки тёмно-бурый, На передних крыльях присутствует светлый узор. В центральном поле задних крыльев самки располагается бело-серое пятно, окаймленное снаружи полоской цвет желтоватого цвета, на которой располагаются бурые крупные пятна округло-овальной формы.

## Ареал
Новая Гвинея

## Подвиды
- O. meridionalis meridionalis
- O. meridionalis tarunggarensis

## Замечания по охране
Занесен в перечень чешуекрылых экспорт, реэкспорт и импорт которых регулируется в соответствии с Конвенцией о международной торговле видами дикой фауны и флоры, находящимися под угрозой исчезновения (СИТЕС).